# Neonothopanus
Neonothopanus — рід базидіомікотових грибів родини маразмієві (Marasmiaceae).

## Поширення
Рід поширений у тропічних та субтропічних регіонах. N. nambi трапляється в Південно-Східній Азії, Австралії, Центральній і Південній Америці, N. gardneri є ендеміком Бразилії, а N. hygrophanus знайдений в Центральній Африці.

## Опис
N. gardneri та N. nambi здатні до біолюмінесценції.